# Az Újpest FC 2009–2010-es szezonja
Ez a szócikk az Újpest FC NB I-es csapatának 2009-2010-es szezonbéli eredményeit tartalmazza, mely sorozatban a 98., összességében pedig a 104. idénye a csapatnak a magyar első osztályban. A klub fennállásának ekkor volt a 124. évfordulója.

## Átigazolások

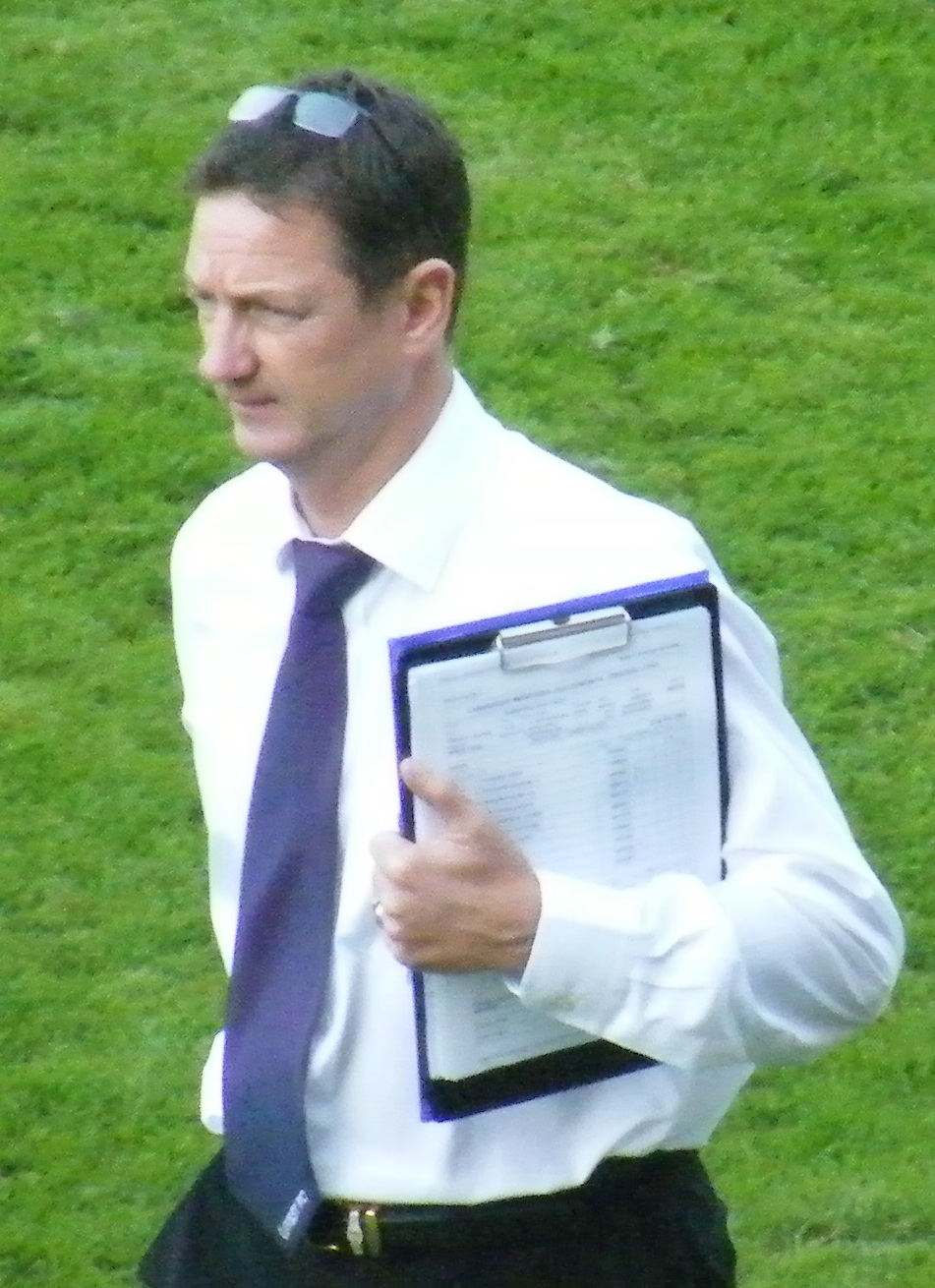
William McStay a csapat vezetőedzője

### 2009. nyarán érkeztek
- Mladen Lambulić (montenegrói, MTK)
- Simek Péter (Fehérvár – kölcsön után végleg)
- Tóth Norbert (Haladás)
- Vaskó Tamás (Avellino – Olaszország, kölcsönből vissza)
- Végh Zoltán (MTK)
- Hullám Attila (Szolnok – kölcsönből vissza)
- Széki Attila (Szolnok – kölcsönből vissza)
- Vermes Krisztián (Sparta Rotterdam, Hollandia – kölcsönből vissza)
- Hajdú Norbert (ZTE – kölcsönből vissza)
- Sándor György (Litex Lovecs – Bulgária, kölcsönből vissza)
- Simon Krisztián (Wolverhampton – Anglia, kölcsönből vissza)
- Takács Marcell (Siófok – kölcsönből vissza)
- Takács Zoltán (Spal – Olaszország)
- Bori Gábor (MTK – kölcsönbe)

### 2009. nyarán távoztak
- Bori Gábor (MTK, kölcsönből vissza)
- Mario Božić (boszniai szerb, Slovan Bratislava – Szlovákia)
- Kincses Péter (Vasas)
- Kurucz Péter (West Ham United – Anglia)
- Lipták Zoltán (FC Fehérvár)
- Hajdú Norbert (Honvéd – kölcsönbe)
- Josip Cutuk
- Dombai András (Tatabánya)
- Mirszad Mijadinoszki (macedón-svájci, Sion – Svájc, kölcsönből vissza)
- Kisznyér Ádám (visszavonult)
- Tisza Tibor (Royal Antwerp FC)
- Kiss Zoltán (Nyíregyháza – kölcsönbe)

## Felkészülési mérkőzések

### Nyári mérkőzések
| 2009. június 26. |

| Admira Wacker Mödling  | 2 – 0 | Újpest |
| ---------------------- | ----- | ------ |
| Janocko 28' Mattes 86' |       |        |

| Trenkwalder Arena, Mödling Nézőszám: 200 |

| 2009. július 1. |

| Újpest             | 1 – 1 | Wisła Kraków |
| ------------------ | ----- | ------------ |
| Tisza 83' Foxi 64' |       | Głowacki 17' |

| Kohfidisch Nézőszám: 200 |

| 2009. július 3. |

| Mattersburg                 | 3 – 0 | Újpest |
| --------------------------- | ----- | ------ |
| Waltner 60' 68' Lindner 80' |       |        |

| Deutschkreutz Nézőszám: 800 |

| 2009. július 4. |

| NK Maribor                        | 3 – 1 | Újpest               |
| --------------------------------- | ----- | -------------------- |
| Pavlovič 23' Džinič 49' Volaš 70' |       | Sándor 82' Vaskó 74' |

| Ljudski Stadion, Maribor Nézőszám: 1 000 Játékvezető: Gostencnik Asszisztensek: Ul, Mauko |

| 2009. július 9. |

| Újpest                             | 1 – 3 | Pandurii Târgu Jiu                                |
| ---------------------------------- | ----- | ------------------------------------------------- |
| Kabát 56' 80' Vaskó 17' Pollák 62′ |       | Ribic 83' Rašković 85' 66' Lutu 87' Vasilache 45' |

| Szusza Ferenc Stadion, Budapest Nézőszám: 1 200 Játékvezető: Szanyi Á. (magyar) Asszisztensek: Nyekita, Csák J. |

## Európa-liga
2. selejtezőkör
| Első mérkőzés 2009. július 16. 20:30 |

| Steaua București                                                               | 2 – 0 | Újpest                                           |
| ------------------------------------------------------------------------------ | ----- | ------------------------------------------------ |
| Surdu 46' Stancu 72' Ochiroșii 35' Kapetánosz 42′ Goian 59' Toja 62' Marin 69' |       | Kabát 23' Korcsmár 34′, 54′ Vaskó 42' Pollák 44' |

| Ghencea Stadion, Bukarest Nézőszám: 19 003 Játékvezető: Michalis Koukoulakis (görög) Asszisztensek: Bozacidisz, Szaraidarisz |

| Visszavágó 2009. július 23. 19:45 |

| Újpest                        | 1 – 2 | Steaua București                               |
| ----------------------------- | ----- | ---------------------------------------------- |
| Vaskó 82' Tisza 22' Dudić 30' |       | Székely 58' 72' Grzelak 66' Marin 18' Toja 63' |

| Szusza Ferenc Stadion, Budapest Nézőszám: 9 678 Játékvezető: Andre Marriner (angol) Asszisztensek: West, Richardson |

## Soproni Liga

### Mérkőzések

#### Őszi fordulók
| 1. forduló 2009. július 26. 17:30 |

| Győri ETO              | 0 – 0               | Újpest                |
| ---------------------- | ------------------- | --------------------- |
| Szabó 40' Đorđević 88' | (0 – 0) Jegyzőkönyv | Rajczi 12' Sándor 60' |

| ETO Park, Győr Nézőszám: 3 500 Játékvezető: Arany Tamás (magyar) Asszisztensek: Viszokai László, Huszár Balázs |

| 2. forduló 2009. augusztus 2. 17:30 |

| Újpest                        | 3 – 1               | Kecskeméti TE                    |
| ----------------------------- | ------------------- | -------------------------------- |
| Kabát 22' Tisza 36' Simon 89' | (2 – 0) Jegyzőkönyv | Yannick 90' Koszó 33' Koller 46' |

| Szusza Ferenc Stadion, Budapest Nézőszám: zárt kapus Játékvezető: Szilasi Szabolcs (magyar) |

| 3. forduló 2009. augusztus 9. 17:30 |

| Diósgyőr                                                        | 1 – 2               | Újpest                                             |
| --------------------------------------------------------------- | ------------------- | -------------------------------------------------- |
| Balajti 29' 88' Kállai 22' Horváth 32' Lakatos 90' Lippai 90+3' | (1 – 1) Jegyzőkönyv | Miličić 34' (öngól) Tisza 67' Kabát 34' Foxi 90+2' |

| DVTK-stadion, Miskolc Nézőszám: 8 000 Játékvezető: Iványi Zoltán (magyar) |

| 4. forduló 2009. augusztus 16. 17:30 |

| Újpest                         | 0 – 3               | Lombard Pápa                                                                           |
| ------------------------------ | ------------------- | -------------------------------------------------------------------------------------- |
| Stokes 58' Vaskó 63' Kabát 77' | (0 – 1) Jegyzőkönyv | Bali 45' Farkas 64' (11-esből) 77' Rebryk 72' Varga 21' Tóth 36' Nagy 49' Dlusztus 51' |

| Szusza Ferenc Stadion, Budapest Nézőszám: 3 600 Játékvezető: Veizer Roland (magyar) |

| 5. forduló 2009. augusztus 23. 17:30 |

| Budapest Honvéd                    | 1 – 1               | Újpest                         |
| ---------------------------------- | ------------------- | ------------------------------ |
| Hrepka 82' Debreceni 34' Hajdú 63' | (0 – 1) Jegyzőkönyv | Foxi 30' Pollák 40' Vermes 73' |

| Bozsik József Stadion, Budapest Nézőszám: 2 000 Játékvezető: Arany Tamás (magyar) |

| 6. forduló 2009. augusztus 30. 17:30 |

| Újpest                                                          | 3 – 1               | Haladás                               |
| --------------------------------------------------------------- | ------------------- | ------------------------------------- |
| Kabát 73' 90+1' Foxi 81' Sándor 89' 90′ Tóth 88' Korcsmár 90+2' | (0 – 1) Jegyzőkönyv | Rajos 28' Tóth 50' Nagy 71' Irhás 83' |

| Szusza Ferenc Stadion, Budapest Nézőszám: 3 078 Játékvezető: Szabó Zsolt (magyar) |

| 7. forduló 2009. szeptember 12. 15:00 |

| Zalaegerszegi TE                        | 1 – 4               | Újpest                                                     |
| --------------------------------------- | ------------------- | ---------------------------------------------------------- |
| Magasföldi 20' Kamber 50' Pavićević 79' | (1 – 1) Jegyzőkönyv | Kabát 41' 61' 84' Foxi 69' Balajcza 21' Tóth 33' Simek 52' |

| ZTE Aréna, Zalaegerszeg Nézőszám: 4 756 Játékvezető: Németh Ádám (magyar) |

| 8. forduló 2009. szeptember 19. 17:30 |

| Újpest                                                  | 3 – 1               | Nyíregyháza Spartacus    |
| ------------------------------------------------------- | ------------------- | ------------------------ |
| Kabát 42' 55' (11-esből) Rajczi 88' Takács 67' Tóth 69' | (1 – 1) Jegyzőkönyv | Goia 28' 55′ Ambrusz 17' |

| Szusza Ferenc Stadion, Budapest Nézőszám: 4 315 Játékvezető: Sulyok Gergely (magyar) |

| 9. forduló 2009. szeptember 27. 17:30 |

| Paksi FC | 1 – 0               | Újpest               |
| -------- | ------------------- | -------------------- |
| Kiss 62' | (0 – 0) Jegyzőkönyv | Kabát 61' Tóth 90+1' |

| Fehérvári úti stadion, Paks Nézőszám: 4 000 Játékvezető: Szabó Zsolt (magyar) |

| 10. forduló 2009. október 3. 17:30 |

| Újpest                                   | 2 – 1               | Ferencváros                       |
| ---------------------------------------- | ------------------- | --------------------------------- |
| Kabát 43' Rajczi 88' Tóth 34' Takács 78' | (1 – 1) Jegyzőkönyv | Fitos 42' Balog 45' Alcántara 67' |

| Szusza Ferenc Stadion, Budapest Nézőszám: 11 000 Játékvezető: Kassai Viktor (magyar) |

| 11. forduló 2009. október 17. 15:00 |

| Kaposvári Rákóczi                                              | 2 – 0               | Újpest               |
| -------------------------------------------------------------- | ------------------- | -------------------- |
| Nikolics 42' 90' 43' Grúz 20' Stanić 35' Balázs 62' Maróti 74' | (1 – 0) Jegyzőkönyv | Vermes 35' Kabát 72' |

| Rákóczi Stadion, Kaposvár Nézőszám: 3 000 Játékvezető: Vad II. István (magyar) |

| 12. forduló 2009. október 24. 15:00 |

| Újpest                                  | 3 – 2               | MTK Budapest                                      |
| --------------------------------------- | ------------------- | ------------------------------------------------- |
| Rajczi 8' Simek 56' Takács 63' Tóth 64' | (1 – 2) Jegyzőkönyv | Gosztonyi 12' Vági 44' 74' Zsidai 68' Melczer 80' |

| Szusza Ferenc Stadion, Budapest Nézőszám: 4 500 Játékvezető: Arany Tamás (magyar) |

| 13. forduló 2009. október 30. 19:00 |

| Debreceni VSC                                    | 1 – 2               | Újpest                                                                                         |
| ------------------------------------------------ | ------------------- | ---------------------------------------------------------------------------------------------- |
| Rudolf 17' (11-esből) 58' Pantić 38' Komlósi 90' | (1 – 1) Jegyzőkönyv | Kabát 40' (11-esből) 90+1' (11-esből) Takács 16' Pollák 26' Rajczi 27' Korcsmár 62' Vermes 69' |

| Oláh Gábor utcai stadion, Debrecen Nézőszám: 6 500 Játékvezető: Andó-Szabó Sándor (magyar) |

| 14. forduló 2009. november 6. 19:00 |

| Újpest                   | 0 – 1               | Videoton                               |
| ------------------------ | ------------------- | -------------------------------------- |
| Kabát P. 41' Tóth N. 71' | (0 – 1) Jegyzőkönyv | Nagy D. 4' Andić, M. 39' Farkas B. 69' |

| Szusza Ferenc Stadion, Budapest Nézőszám: 5 000 Játékvezető: Szabó Zsolt (magyar) Asszisztensek: Kispál Róbert Vígh Tibor |

| 15. forduló 2009. november 21. 17:30 |

| Vasas                                       | 1 – 2               | Újpest                                                  |
| ------------------------------------------- | ------------------- | ------------------------------------------------------- |
| Lázok 39' (11-esből) Dobrić 13′ B. Tóth 87' | (1 – 1) Jegyzőkönyv | Tóth 25' Rajczi 60' 63' Vermes 38' Pollák 45′ Simek 74' |

| Illovszky Rudolf Stadion, Budapest Nézőszám: 2 500 Játékvezető: Fábián Mihály (magyar) |

#### Tavaszi fordulók
| 16. forduló 2010. február 27. 17:30 |

| Újpest             | 0 – 3               | Győri ETO                                              |
| ------------------ | ------------------- | ------------------------------------------------------ |
| Tóth 14' Dudić 65' | (0 – 1) Jegyzőkönyv | Koltai 4' 79' Alekszidze 90' 64' Babić 81' Nicorec 84' |

| Szusza Ferenc Stadion, Budapest Nézőszám: 4 500 Játékvezető: Vad II. István (magyar) |

| 17. forduló 2010. március 6. 17:30 |

| Kecskeméti TE                                           | 2 – 1               | Újpest                                       |
| ------------------------------------------------------- | ------------------- | -------------------------------------------- |
| Montvai 34' Simon 52' (11-esből) Bagi 83' Schindler 85' | (1 – 0) Jegyzőkönyv | Millar 71' Vermes 41' Dudić 51' Takács 90+2′ |

| Széktói Stadion, Kecskemét Nézőszám: 2 300 Játékvezető: Fábián Mihály (magyar) |

| 18. forduló 2010. március 14. 17:30 |

| Újpest                                           | 4 – 1               | Diósgyőr                             |
| ------------------------------------------------ | ------------------- | ------------------------------------ |
| Rajczi 8' Kabát 64' 68' Varga 80' Vasiljević 43' | (1 – 1) Jegyzőkönyv | Menougong 13' Šupić 68' Bognár 90+1' |

| Szusza Ferenc Stadion, Budapest Nézőszám: 3 500 Játékvezető: Bognár Tamás (magyar) |

| 19. forduló 2010. március 21. 17:30 |

| Lombard Pápa                     | 1 – 0               | Újpest                                                         |
| -------------------------------- | ------------------- | -------------------------------------------------------------- |
| Tóth 38' 28' Varga 62' Szűcs 86' | (1 – 0) Jegyzőkönyv | Varga 20' Rajczi 63′ Kabát 71' Vaskó 81' Millar 83' Vermes 87' |

| Perutz Stadion, Pápa Nézőszám: 3 500 Játékvezető: Kassai Viktor (magyar) |

| 20. forduló 2010. március 27. 15:00 |

| Újpest                              | 0 – 1               | Budapest Honvéd                              |
| ----------------------------------- | ------------------- | -------------------------------------------- |
| Millar 58' Korcsmár 70' Vaskó 90+2' | (0 – 0) Jegyzőkönyv | Diego 51' Debreceni 14' Abraham 53' Nagy 66' |

| Szusza Ferenc Stadion, Budapest Nézőszám: 3 247 Játékvezető: Veizer Roland (magyar) |

| 21. forduló 2010. április 3. 15:00 |

| Haladás      | 1 – 0               | Újpest               |
| ------------ | ------------------- | -------------------- |
| Nagy 46' 64' | (0 – 0) Jegyzőkönyv | Pollák 32′ Kabát 49' |

| Rohonci úti stadion, Szombathely Nézőszám: 4 500 Játékvezető: Andó-Szabó Sándor (magyar) |

| 22. forduló 2010. április 9. 19:00 |

| Újpest               | 2 – 1               | Zalaegerszegi TE                       |
| -------------------- | ------------------- | -------------------------------------- |
| Barczi 53' Kabát 77' | (0 – 1) Jegyzőkönyv | Pavićević 29' 29' Illés 64' Kamber 86' |

| Szusza Ferenc Stadion, Budapest Nézőszám: 3 251 Játékvezető: Iványi Zoltán (magyar) |

| 23. forduló 2010. április 17. 17:30 |

| Nyíregyháza Spartacus               | 2 – 2               | Újpest                                                          |
| ----------------------------------- | ------------------- | --------------------------------------------------------------- |
| Bošnjak 42' Andorka 76' Minczér 71' | (1 – 1) Jegyzőkönyv | Vermes 14' Foxi 72' Horváth 39′ Rajczi 39' Vaskó 40' Barczi 85' |

| Nyíregyháza Városi Stadion, Nyíregyháza Nézőszám: 3 000 Játékvezető: Vad II. István (magyar) |

| 24. forduló 2010. április 24. 15:00 |

| Újpest                                                | 3 – 2               | Paksi FC                  |
| ----------------------------------------------------- | ------------------- | ------------------------- |
| Rajczi 13' Barczi 18' Simek 84' Korcsmár 32' Foxi 63' | (2 – 1) Jegyzőkönyv | Tököli 43' 80' Sipeki 52' |

| Szusza Ferenc Stadion, Budapest Nézőszám: 3 000 Játékvezető: Miquel Alvaro Garcia (chilei) |

| 25. forduló 2010. április 30. 19:00 |

| Ferencváros                           | 0 – 1               | Újpest                              |
| ------------------------------------- | ------------------- | ----------------------------------- |
| Csizmadia 50' Elding 74' Ferenczi 89' | (0 – 1) Jegyzőkönyv | Kabát 35' Vasiljević 45' Takács 69' |

| Albert Flórián Stadion, Budapest Nézőszám: 9 000 Játékvezető: Kassai Viktor (magyar) |

| 26. forduló 2010. május 5. 18:00 |

| Újpest                    | 2 – 1               | Kaposvári Rákóczi                      |
| ------------------------- | ------------------- | -------------------------------------- |
| Rajczi 12' 60' Takács 90′ | (1 – 0) Jegyzőkönyv | Zahorecz 90+1' (11-esből) 48' Grúz 83′ |

| Szusza Ferenc Stadion, Budapest Nézőszám: 3 091 Játékvezető: Bognár Tamás (magyar) |

| 27. forduló 2010. május 9. 17:30 |

| MTK Budapest                  | 4 – 5               | Újpest                                                                           |
| ----------------------------- | ------------------- | -------------------------------------------------------------------------------- |
| Pál 24' 29' 64' 67' Szabó 53′ | (2 – 0) Jegyzőkönyv | Vasiljević 54' (11-esből) 72' 74' (11-esből) Korcsmár 69' Vaskó 87' 50' Tóth 83' |

| Hidegkuti Nándor Stadion, Budapest Nézőszám: 2 500 Játékvezető: Berger József (magyar) |

| 28. forduló 2010. május 15. 17:30 |

| Újpest                                           | 2 – 1               | Debreceni VSC                            |
| ------------------------------------------------ | ------------------- | ---------------------------------------- |
| Korcsmár 60' Barczi 83' Vasiljević 53' Kabát 63′ | (0 – 0) Jegyzőkönyv | Feczesin 70' 90' Szélesi 37' Komlósi 41' |

| Szusza Ferenc Stadion, Budapest Nézőszám: 6 521 Játékvezető: Iványi Zoltán (magyar) |

| 29. forduló 2010. május 19. 19:00 |

| Videoton                                | 1 – 1               | Újpest                                           |
| --------------------------------------- | ------------------- | ------------------------------------------------ |
| Elek Á. 3' Sándor Gy. 52' Lipták Z. 72' | (1 – 0) Jegyzőkönyv | Vasiljević, D. 73' 76' Rajczi P. 33' Tóth N. 63' |

| Sóstói Stadion, Székesfehérvár Nézőszám: 5 823 Játékvezető: Szabó Zsolt (magyar) Asszisztensek: Ring György Kispál Róbert |

| 30. forduló 2010. május 23. 17:30 |

| Újpest                              | 1 – 0               | Vasas                               |
| ----------------------------------- | ------------------- | ----------------------------------- |
| Korcsmár 9' Vermes 58' Balajcza 60' | (1 – 0) Jegyzőkönyv | Gáspár 45' ben Únesz 59' Katona 71' |

| Szusza Ferenc Stadion, Budapest Nézőszám: 6 257 Játékvezető: Németh Ádám (magyar) |

### Végeredmény
| #   | Csapat                    | M  | GY | D  | V  | G+ – G– | GK  | P  | Megjegyzések                                   |
| --- | ------------------------- | -- | -- | -- | -- | ------- | --- | -- | ---------------------------------------------- |
| 1.  | Debreceni VSCCV (B, KGY)  | 30 | 20 | 2  | 8  | 63–37   | +26 | 62 | 2010–2011-es Bajnokok Ligája – 2. selejtezőkör |
| 2.  | Videoton (I)              | 30 | 18 | 7  | 5  | 59–31   | +28 | 61 | 2010–2011-es Európa-liga – 2. selejtezőkör     |
| 3.  | Győri ETO (I)             | 30 | 15 | 12 | 3  | 38–18   | +20 | 57 | 2010–2011-es Európa-liga – 1. selejtezőkör     |
| 4.  | Újpest                    | 30 | 17 | 4  | 9  | 49–39   | +10 | 55 |                                                |
| 5.  | Zalaegerszegi TE (I)      | 30 | 15 | 8  | 7  | 59–45   | +14 | 53 | 2010–2011-es Európa-liga – 1. selejtezőkör     |
| 6.  | MTK Budapest              | 30 | 12 | 7  | 11 | 52–41   | +11 | 43 |                                                |
| 7.  | FerencvárosÚ              | 30 | 10 | 11 | 9  | 34–35   | −1  | 41 |                                                |
| 8.  | Haladás                   | 30 | 10 | 9  | 11 | 46–49   | −3  | 39 |                                                |
| 9.  | Budapest HonvédK          | 30 | 9  | 11 | 10 | 38–35   | +3  | 38 |                                                |
| 10. | Kecskeméti TE             | 30 | 10 | 7  | 13 | 50–56   | −6  | 37 |                                                |
| 11. | Lombard PápaÚ             | 30 | 10 | 5  | 15 | 39–50   | −11 | 35 |                                                |
| 12. | Kaposvári Rákóczi         | 30 | 8  | 8  | 14 | 38–50   | −12 | 32 |                                                |
| 13. | Vasas                     | 30 | 8  | 7  | 15 | 39–61   | −22 | 31 |                                                |
| 14. | Paksi FC                  | 30 | 7  | 10 | 13 | 31–44   | −13 | 31 |                                                |
| 15. | Nyíregyháza Spartacus (K) | 30 | 6  | 9  | 15 | 41–60   | −19 | 27 | NB II                                          |
| 16. | Diósgyőr (K)              | 30 | 4  | 5  | 21 | 31–56   | −25 | 17 | NB II                                          |

Forrás: MLSZ adatbank 
A rangsorolás alapszabályai: 1. összpontszám, 2. győzelmek száma, 3. gólkülönbség, 4. szerzett gólok száma, 5. egymás elleni eredmények összpontszáma,  6. egymás elleni eredmények gólkülönbsége, 7. egymás elleni eredmények szerzett góljainak száma, 8. egymás elleni eredmények idegenben szerzett góljainak száma.
Mivel a bajnok Debreceni VSC nyerte 2009–2010-es magyar kupát, így a bajnoki ezüstérmes Videoton a 2010–2011-es Európa-liga 2. selejtezőkörében, míg a kupadöntőt elbukó Zalaegerszegi TE és a Győri ETO a 2010–2011-es Európa-liga 1. selejtezőkörében jogosult indulni.
(B): Bajnokcsapat, (K): Kieső csapat, (F): Feljutó csapat, (I): Kupainduló, (R): A rájátszás győztese, (KGY): Kupagyőztes

### Eredmények összesítése
Az alábbi táblázatban összesítve szerepelnek az Újpest FC 2009/10-es bajnokságban elért eredményei.
| Ősz/tavasz (forduló)    | Otthon | Otthon | Otthon | Otthon | Otthon | Otthon | Otthon | Idegenben | Idegenben | Idegenben | Idegenben | Idegenben | Idegenben | Idegenben |
| Ősz/tavasz (forduló)    | M      | GY     | D      | V      | LG–KG  | GK     | P      | M         | GY        | D         | V         | LG–KG     | GK        | P         |
| ----------------------- | ------ | ------ | ------ | ------ | ------ | ------ | ------ | --------- | --------- | --------- | --------- | --------- | --------- | --------- |
| Őszi szezon (1–15.)     | 7      | 5      | 0      | 2      | 14–10  | +4     | 15     | 7         | 3         | 2         | 2         | 9–7       | +2        | 11        |
| Tavaszi szezon (16–30.) | 8      | 6      | 0      | 2      | 14–10  | +4     | 18     | 8         | 3         | 2         | 3         | 12–12     | 0         | 11        |
| Összesen (1–30.)        | 15     | 11     | 0      | 4      | 28–20  | +8     | 33     | 15        | 6         | 4         | 5         | 21–19     | +2        | 22        |

### Helyezések fordulónként
| Forduló  | 1 | 2  | 3  | 4 | 5 | 6  | 7  | 8  | 9 | 10 | 11 | 12 | 13 | 14 | 15 | 16 | 17 | 18 | 19 | 20 | 21 | 22 | 23 | 24 | 25 | 26 | 27 | 28 | 29 | 30 |
| -------- | - | -- | -- | - | - | -- | -- | -- | - | -- | -- | -- | -- | -- | -- | -- | -- | -- | -- | -- | -- | -- | -- | -- | -- | -- | -- | -- | -- | -- |
| Helyszín | I | O  | I  | O | I | O  | I  | O  | I | O  | I  | O  | I  | O  | I  | O  | I  | O  | I  | O  | I  | O  | I  | O  | I  | O  | I  | O  | I  | O  |
| Eredmény | D | GY | GY | V | D | GY | GY | GY | V | GY | V  | GY | GY | V  | GY | V  | V  | GY | V  | V  | V  | GY | D  | GY | GY | GY | GY | GY | D  | GY |
| Helyezés | 9 | 4  | 3  | 7 | 5 | 4  | 3  | 4  | 4 | 4  | 4  | 3  | 3  | 3  | 3  | 4  | 5  | 4  | 5  | 5  | 6  | 5  | 6  | 5  | 5  | 5  | 4  | 4  | 4  | 4  |

Helyszín: O = Otthon; I = Idegenben. Eredmény: GY = Győzelem; D = Döntetlen; V = Vereség.

## Magyar kupa
| 4. forduló 2009. szeptember 30. 19:00 |

| MTK Budapest II | 0 – 4               | Újpest                      |
| --------------- | ------------------- | --------------------------- |
|                 | (0 – 2) Jegyzőkönyv | Rajczi 1' 36' Simon 55' 81' |

| Hidegkuti Nándor Stadion, Budapest Nézőszám: 600 Játékvezető: Arany Tamás (magyar) |

| 5. forduló Első mérkőzés 2009. október 20. 17:30 |

| Kecskeméti TE                                                 | 2 – 5               | Újpest                                                                 |
| ------------------------------------------------------------- | ------------------- | ---------------------------------------------------------------------- |
| Csordás 46' Yannick 89' Koller 28' Farkas 39' Alempijević 48′ | (0 – 2) Jegyzőkönyv | Rajczi 6' 57' Sándor 42' 52' Kabát 62' Kovács 83' Takács 64' Simon 85' |

| Széktói Stadion, Kecskemét Nézőszám: 500 Játékvezető: Iványi Zoltán (magyar) |

| 5. forduló Visszavágó 2009. október 27. 18:00 |

| Újpest                                                         | 6 – 2               | Kecskeméti TE                               |
| -------------------------------------------------------------- | ------------------- | ------------------------------------------- |
| Vaskó 12' Stokes 16' Simon 19' 39' 49' Lambulić 77' Kovács 79' | (4 – 1) Jegyzőkönyv | Némedi 38' (11-esből) Litsingi 65' Bagi 86′ |

| Szusza Ferenc Stadion, Budapest Nézőszám: 550 Játékvezető: Böcskei Balázs (magyar) |

| Negyeddöntő, első mérkőzés 2009. november 17. 18:00 |

| Videoton                    | 0 – 1               | Újpest                                  |
| --------------------------- | ------------------- | --------------------------------------- |
| Sebők Zs. 40' Lipták Z. 62' | (0 – 1) Jegyzőkönyv | Kabát P. 43' Takács Z. 24' Simek P. 87' |

| Sóstói Stadion, Székesfehérvár Nézőszám: 1 648 Játékvezető: Solymosi Péter (magyar) Asszisztensek: Lemon Oszkár Takács Gábor |

| Negyeddöntő, visszavágó 2009. november 25. 18:00 |

| Újpest                                                 | 1 – 0               | Videoton                                                  |
| ------------------------------------------------------ | ------------------- | --------------------------------------------------------- |
| Sándor Gy. 74' Tóth N. 68' Dudić, I. 82' Vermes K. 85' | (0 – 0) Jegyzőkönyv | Lipták Z. 63' Varga R. 70' Polonkai A. 72' Horváth G. 40′ |

| Szusza Ferenc Stadion, Budapest Nézőszám: 1 976 Játékvezető: Kassai Viktor (magyar) Asszisztensek: Kispál Róbert Vámos Tibor |

| Elődöntő, első mérkőzés 2010. március 24. 18:00 |

| Újpest                              | 0 – 1               | Zalaegerszegi TE                      |
| ----------------------------------- | ------------------- | ------------------------------------- |
| Millar 51' Vaskó 62′ Vasiljević 69' | (0 – 0) Jegyzőkönyv | Balázs 88' Kocsárdi 67' Pavićević 90' |

| Szusza Ferenc Stadion, Budapest Nézőszám: 2 696 Játékvezető: Vad II. István (magyar) |

| Elődöntő, visszavágó 2010. április 14. 18:00 |

| Zalaegerszegi TE                                 | 0 – 0               | Újpest                |
| ------------------------------------------------ | ------------------- | --------------------- |
| Vlaszák 10' Bogunović 70' Horváth 88' Balázs 89' | (0 – 0) Jegyzőkönyv | Kabát 13' Simek 90+1' |

| ZTE Aréna, Zalaegerszeg Nézőszám: 5 815 Játékvezető: Solymosi Péter (magyar) |

## Ligakupa

### Középdöntő (B csoport)
| 1. forduló 2010. február 13. 13:30 |

| Újpest                                    | 1 – 1               | Paksi FC                      |
| ----------------------------------------- | ------------------- | ----------------------------- |
| Takács 91' Foxi 55' Millar 77' Pollák 83' | (0 – 1) Jegyzőkönyv | Nagy 43' Vári 75' Weitner 86' |

| Illovszky Rudolf Stadion, Budapest Játékvezető: Kassai Viktor (magyar) |

| 2. forduló 2010. április 20. 19:00 |

| Ferencváros | 0 – 0               | Újpest              |
| ----------- | ------------------- | ------------------- |
|             | (0 – 0) Jegyzőkönyv | Electo 33' Kiss 77' |

| Albert Flórián Stadion, Budapest Nézőszám: 500 Játékvezető: Takács János (magyar) |

- Elhalasztott mérkőzés.

| 3. forduló 2010. március 9. 18:00 |

| Újpest               | 2 – 0               | Haladás   |
| -------------------- | ------------------- | --------- |
| Martin 24' Varga 74' | (1 – 0) Jegyzőkönyv | Simon 37' |

| Szusza Ferenc Stadion, Budapest Játékvezető: Németh Ádám (magyar) |

| 4. forduló 2010. március 17. 15:00 |

| Paksi FC                                      | 2 – 1               | Újpest                                          |
| --------------------------------------------- | ------------------- | ----------------------------------------------- |
| Horváth 16' Tököli 29' Mészáros 43' Szabó 84′ | (2 – 1) Jegyzőkönyv | Martin 21' 88′ Kovács 67' Popovics 77' Tóth 81' |

| Fehérvári úti stadion, Paks Játékvezető: Berger József (magyar) |

| 5. forduló 2010. március 31. 18:00 |

| Újpest     | 0 – 1               | Ferencváros                                 |
| ---------- | ------------------- | ------------------------------------------- |
| Stokes 68' | (0 – 0) Jegyzőkönyv | Tóth 55' Wolfe 38' Sváb 87' Csizmadia 90+3' |

| Szusza Ferenc Stadion, Budapest Nézőszám: 400 Játékvezető: Farkas Ádám (magyar) |

| 6. forduló 2010. április 6. 16:00 |

| Haladás                       | 2 – 2               | Újpest                                            |
| ----------------------------- | ------------------- | ------------------------------------------------- |
| Irhás 76' Iszlai 86' Nagy 87' | (0 – 0) Jegyzőkönyv | Wilson 71' 72' Rajczi 81' Privigyei 85' Magos 88' |

| Rohonci úti stadion, Szombathely Játékvezető: Oláh Gábor (magyar) |

### A B csoport végeredménye
| Csapat      | M | Gy | D | V | G+ | G– | Gk | P  |
| ----------- | - | -- | - | - | -- | -- | -- | -- |
| Paksi FC    | 6 | 3  | 3 | 0 | 9  | 6  | +3 | 12 |
| Haladás     | 6 | 1  | 3 | 2 | 9  | 9  | 0  | 6  |
| Újpest      | 6 | 1  | 3 | 2 | 6  | 6  | 0  | 6  |
| Ferencváros | 6 | 1  | 3 | 2 | 5  | 8  | –3 | 6  |

## Lásd még
- Újpest FC
- 2009–2010-es magyar labdarúgó-bajnokság (első osztály)